# 姜南吉
姜南吉（韓語：강남길，1958年8月27日—），韓國男演員。

## 演出作品

### 電視劇
- 1972年：KBS《大領集孩子們》
- 1976年：MBC《哲兒的冒險》
- 1981年：MBC《相愛吧》
- 1985年：MBC《冬行》
- 1986年：MBC《紙傘》
- 1986年：MBC《一個屋簷下的三個家族》
- 1986年：MBC《年輕時的肖像》
- 1988年：KBS《哇哇嘿 哇哇嘿》
- 1989年：MBC《明星誕生》
- 1991年：KBS《麥浪時代》
- 1992年：MBC《代理人生》
- 1993年：MBC《為了公寓》
- 1993年：KBS《媽媽的新學期》
- 1993年：KBS《新TV孫子兵法》
- 1994年：MBC《男與女》
- 1994年：MBC《綜合醫院》
- 1994年：MBC《愛的火花》
- 1995年：MBC《漢城布魯斯》
- 1995年：MBC《公寓》
- 1995年：MBC《戀愛的基礎》
- 1996年：MBC《甜蜜的人生》
- 1996年：KBS《院趾洞布魯斯》
- 1996年：KBS《非常特別的禮物》
- 1997年：MBC《星夢奇緣》
- 1997年：SBS《Miss Mister》
- 1998年：MBC《英雄叛亂》
- 1998年：MBC《離婚方法》
- 1998年：KBS《希望旅館》
- 1999年：KBS《小王子》
- 1999年：MBC《最後的戰爭（朝鲜语：마지막 전쟁）》
- 1999年：SBS《甜蜜的新娘》
- 2004年：MBC《玫瑰的戰爭》
- 2004年：MBC《溪花村的人們》
- 2004年：SBS《魔術》
- 2004年：SBS《愛在哈佛》飾演 吳英載
- 2005年：MBC《悲傷戀歌》
- 2005年：KBS《悲傷啊，再見！》飾演 韓成在
- 2006年：MBC《宮》飾演 采靜的父親
- 2006年：SBS《不良家族》飾演 趙起東
- 2006年：KBS《19歲的純情》飾演 洪文邱
- 2006年：MBC《姊姊》飾演 姑丈
- 2007年：KBS《京城醜聞》飾演 金卓久
- 2007年：SBS《王和我》飾演 崔湛奉
- 2008年：MBC《你是誰》飾演 孫日健
- 2008年：MBC《春子家有喜事》
- 2008年：SBS《食客》飾演 韓富張
- 2008年：SBS《純潔的你》
- 2009年：MBC《創造情緣》飾演 韓慶泰
- 2010年：SBS《濟眾院》飾演 渡邊俊介
- 2010年：MBC《惡作劇之吻》飾演 吳基同
- 2010年：SBS《你的天國》
- 2010年：tvN《不可思議愛上你》
- 2011年：KBS《我們家的女人們》飾演 洪奎萬
- 2011年：KBS《Drama Special－特別搜查隊MSS（朝鲜语：특별수사대 MSS）》飾演 調查案件被殺害的警察
- 2011年：MBN《來了來了終於來了》飾演 金屈從
- 2012年：SBS《拜託了，機長》飾演 崔達浩
- 2013年：SBS《Wonderful Mama》飾演 多靜的父親
- 2013年：KBS《秘密》飾演 姜宇哲
- 2014年：tvN《岬童夷》飾演 韓尚勳
- 2014年：SBS《心情好的日子》飾演 鄭仁成
- 2014年：KBS《Trot戀人》飾演 崔名植
- 2014年：KBS《我的愛屬於你》飾演 宋德九
- 2015年：tvN《Super Daddy 烈》飾演 韓萬浩
- 2016年：OCN《鄰家英雄》飾演 徐俊錫
- 2016年：SBS《英珠》
- 2016年：tvN《又，吳海英》飾演 張會長
- 2016年：KBS《再次，初戀》飾演 朴社長
- 2017年：MBC《你太過分了》飾演 丁姜植
- 2018年：SBS《Return》飾演 法官
- 2018年：MBC《富家公子》飾演 李介東
- 2018年：JTBC《Beauty Inside》飾演 姜泰植
- 2019年：KBS《左撇子妻子》飾演 吳昌守

### 電影
- 1969年：《修學旅行》
- 1975年：《女高畢業班》
- 1976年：《少女的祈禱》
- 1977年：《我們的世界》
- 1983年：《二十一歲的備忘錄》
- 1987年：《華麗的變身》
- 1988年：《Don Quixote On Asphalt》
- 1988年：《現在是陽地》
- 1989年：《我的愛Don Quixote》
- 1989年：《新沙洞舞男》
- 1990年：《幽靈棒球隊》
- 1990年：《Hero Flash》
- 1991年：《現在我們很想愛》
- 1991年：《星光閃耀的夜晚》
- 2005年：《珍妮和朱諾》

## 獲獎
- 1972年：TBC放送大獎特別獎
- 1999年：MBC演技大賞人氣賞

## 外部連結
- NAVER（页面存档备份，存于）